# Guzeytchartar
Ghuze Chartar est un village d'Azerbaïdjan situé dans le raion de Khojavend. Elle compte 1 738 habitants en 2005.